# Венделовский, Валентин Витальевич
Валенти́н Вита́льевич Вендело́вский (26 сентября 1939, Томск, СССР — 24 декабря 2019, Россия) — советский и российский кинорежиссёр и сценарист научно-популярного кино, заслуженный деятель искусств РСФСР (1986). Член Союза кинематографистов
России.

## Биография и обзор творчества
Служил на морском флоте.
В 1965 году окончил Всесоюзный государственный институт кинематографии. Защитил на отлично дипломную работу на тему «Нейтральные воды».
Более 30 лет отработал на киностудии «Леннаучфильм».
Член КПСС.
Входил в состав первой советской экспедиции на Эверест в 1982 году и Канченджангу в 1989 году, подготовку к которым проходил, снимая фильмы в высокогорных заставах Памира, Тянь-Шаня, Кавказа.
Член Географического общества СССР.
Постоянный автор альманаха «Вилюйские зори».

## Фильмография
Тематика многих фильмов посвящена пограничникам, горам и альпинистам. Является автором многих фильмов на тему истории поисков алмазов.
| Год  | Фильм                              | Режиссёр  | Сценарист | Примечания                                              |
| ---- | ---------------------------------- | --------- | --------- | ------------------------------------------------------- |
| 1963 | Среди белого дня                   |           | зелёная ✓ | совместно с В. Селивановым                              |
| 1964 | Первые старты                      | зелёная ✓ | зелёная ✓ |                                                         |
| 1966 | До свидания, мама                  |           | зелёная ✓ | совместно с М. С. Литвяковым                            |
| 1966 | Трудные ребята                     |           | зелёная ✓ | совместно с М. С. Литвяковым                            |
| 1967 | Мы - мастера                       |           | зелёная ✓ |                                                         |
| 1968 | Коэффициент напряжения             |           | зелёная ✓ |                                                         |
| 1968 | Нейтральные воды                   |           | зелёная ✓ | совместно с В. Соловьёвым при участии В. Б. Беренштейна |
| 1968 | Стратегические ракетчики           | зелёная ✓ | зелёная ✓ |                                                         |
| 1969 | Павел Серебряков                   |           | зелёная ✓ |                                                         |
| 1969 | Стратегические на старте           |           | зелёная ✓ |                                                         |
| 1972 | Австралийская линия                | зелёная ✓ | зелёная ✓ |                                                         |
| 1972 | Военный комиссар                   | зелёная ✓ |           |                                                         |
| 1972 | Граница                            |           | зелёная ✓ | совместно с Е. Ю. Учителем                              |
| 1974 | Пилот Памира                       | зелёная ✓ | зелёная ✓ |                                                         |
| 1974 | Снилось мальчишке море             |           | зелёная ✓ | совместно с М. С. Литвяковым                            |
| 1975 | Наследники Победы                  | зелёная ✓ |           | совместно с В. Н. Бойковым                              |
| 1976 | Охотничьи хозяйства Подмосковья    | зелёная ✓ |           |                                                         |
| 1978 | Граница и время                    | зелёная ✓ | зелёная ✓ | совместно с В. Соловьёвым                               |
| 1979 | Мои комиссары                      |           | зелёная ✓ | совместно с Е. Ю. Учителем                              |
| 1979 | Советские стратегические           |           | зелёная ✓ |                                                         |
| 1982 | Восхождение на Эверест             | зелёная ✓ | зелёная ✓ |                                                         |
| 1982 | Гималайские сборы                  | зелёная ✓ | зелёная ✓ |                                                         |
| 1983 | Год за два                         | зелёная ✓ | зелёная ✓ | совместно с В. Гриневым                                 |
| 1984 | Человек и высота                   | зелёная ✓ | зелёная ✓ | совместно с В. Малкиным                                 |
| 1985 | Грани алмазов                      | зелёная ✓ | зелёная ✓ |                                                         |
| 1985 | Корреспонденты ТАСС передают       | зелёная ✓ | зелёная ✓ | совместно с Б. Чехониным                                |
| 1986 | Якутские алмазы                    | зелёная ✓ | зелёная ✓ |                                                         |
| 1987 | Микроклимат в экипаже              | зелёная ✓ |           |                                                         |
| 1988 | На путях добрососедства            | зелёная ✓ | зелёная ✓ |                                                         |
| 1989 | Гималаи. Траверс Канченджанги      | зелёная ✓ | зелёная ✓ |                                                         |
| 1989 | Экспедиции в Гималаи. Фильм первый | зелёная ✓ | зелёная ✓ | совместно с Е. И. Таммом                                |
| 1989 | Экспедиции в Гималаи. Фильм второй | зелёная ✓ |           |                                                         |
| 1991 | Алмазы Якутии                      | зелёная ✓ | зелёная ✓ |                                                         |
| 1996 | Тундра — мой дом                   |           |           |                                                         |
| 1996 | Якутские зарницы                   | зелёная ✓ | зелёная ✓ |                                                         |
| 1999 | Амакинская экспедиция              | зелёная ✓ |           |                                                         |
| 2001 | Айхал на вечной мерзлоте           | зелёная ✓ | зелёная ✓ |                                                         |
| 2003 | Накынское поле                     | зелёная ✓ | зелёная ✓ |                                                         |
| 2004 | Ботуобинская экспедиция            |           | зелёная ✓ |                                                         |
| 2015 | Три века бабушки Варвары           | зелёная ✓ | зелёная ✓ |                                                         |
|      | Ратую за светлое завтра            |           |           |                                                         |
|      | Алмазные геологи                   |           |           |                                                         |
|      | Крылья земли олонхо                |           |           |                                                         |
|      | Чароит                             |           |           |                                                         |
|      | Военный комиссар                   |           |           |                                                         |
|      | Сокровище Анабара                  |           |           |                                                         |
|      | Третья Вилюйская ГЭС               |           |           |                                                         |
|      | Дозор                              |           |           |                                                         |
|      | Пограничная зона                   |           |           |                                                         |
|      | Транссибирский контейнерный        |           |           |                                                         |
|      | Время цветущих тюльпанов           |           |           |                                                         |
|      | № 335                              |           |           |                                                         |
|      | Особые случаи в полёте             |           |           |                                                         |
|      | Палуба наша земля                  |           |           |                                                         |
|      | Защита                             |           |           |                                                         |
|      | Все дни такие                      |           |           |                                                         |
|      | Последние 10 команд                |           |           |                                                         |

## Публикации
Книги
- Венделовский В. В. Врачебные тайны. — М.: Граница, 1991. — 94 с.
- Венделовский В. В. ТАСС: из горячих точек планеты. — Л.: Лениздат, 1988. — 397 с. — ISBN 5-289-00059-3.
- Венделовский В., Коваленко Д. Кинокамера на Эвересте // Эверест, юго-западная стена / сост. Л. М. Замятин. — Л.: Лениздат, 1984. — С. 204—221. — 222 с. — ISBN 5-289-00059-3.
- Венделовский В. Четыре часа похода // На тихой заставе / сост. Е. В. Цыбульский. — М.: Воениздат, 1968. — С. 293—299. — 416 с.

Статьи
- Венделовский В. Батька Кривонос // Мирнинский рабочий. — 2008. — 6 августа (№ 113 (8883)). — С. 3.
- Венделовский В. Батька Кривонос (продолжение) // Мирнинский рабочий. — 2008. — 8 августа (№ 114 (8884)). — С. 3.
- Венделовский В. Батька Кривонос (продолжение) // Мирнинский рабочий. — 2008. — 13 августа (№ 117 (8887)). — С. 3—4.
- Венделовский В. В небе Накына (отрывок из документальной повести) // Вилюйские зори. — 2003. — № 9. — С. 92—100.
- Венделовский В. Восхождение к звездочётам // Вилюйские зори. — 2004. — № 11. — С. 73—96.
- Венделовский В. Геолог Наталья // Мирнинский рабочий. — 2016. — 5 марта (№ 31 (10359)). — С. 3.
- Венделовский В. В. Крик вдогонку // Вилюйские зори. — 1999. — № 3. — С. 85—90.
- Венделовский В. Люди земли и неба («Колесов» — отрывок из документальной повести) // Мирнинский рабочий. — 2005. — 18 ноября (№ 174 (8354)). — С. 3.
- Венделовский В. Первым увидеть горизонты // Мирнинский рабочий. — 2013. — 5 апреля (№ 48 (9792)). — С. 3.
- Венделовский В. Первым увидеть завтра // Мирнинский рабочий. — 2010. — 7 апреля (№ 49 (9210)). — С. 3.
- Венделовский В. «Ухожу, полна неизвестности» // Мирнинский рабочий. — 2015. — 7 марта (№ 31 (10166)). — С. 1—2.
- Венделовский В. Центр тяжести (отрывок из документальной повести) // Вилюйские зори. — 2000. — № 5. — С. 32—38.

## Награды и премии
- Заслуженный деятель искусств РСФСР (1986).
- Медаль «За отличие в охране государственной границы СССР»
- Лауреат Золотой медали имени А. Довженко («Наследники Победы», ЛСДФ).
- За выдающиеся успехи в развитии альпинизма, проявленные мужество и героизм при покорении горных вершин массива Канченджанга награждён медалью «За трудовую доблесть» (1990)[42].

## Память
- В честь 85-летия со дня рождения выдающегося советского и российского режиссёра и сценариста В. В. Венделовского алмазу весом 52,12 карата, добытому 11 июня 2024 года на Накынском рудном поле, присвоено имя «Валентин Венделовский»[43].